# Страйна
Страйна (словен. Strajna) — поселення в общині Подлехник, Подравський регіон‎, Словенія.